# Rocca Estense (San Martino in Rio)
La Rocca Estense è un castello situato a San Martino in Rio, in provincia di Reggio Emilia. La sua storia comincia nel XII secolo.

## Storia
La fortificazione preesistente sul sito apparteneva ai Roberti, famiglia emiliana infeudata per il territorio di San Martino in Rio da Matilde di Canossa. Nel 1167 fu rasa al suolo da Federico Barbarossa e successivamente ricostruita con robuste torri. Nel 1353 la rocca venne ancora distrutta dai Gonzaga e successivamente ricostruita e maggiormente fortificata. Sino all'inizio del XV secolo rimase in possesso dei Roberti poi passò sotto il controllo diretto degli Este. Fu Borso d'Este ad ordinare un importante restauro dell'edificio mandando i suoi ingegneri e pittori. A cavallo tra il XV e il XVI secolo signori locali divennero gli Este di San Martino, un ramo marchionale della casata estense. Filippo I d'Este, il primo marchese del ramo cadetto, fece trasformare la rocca che da struttura militare assunse il nuovo ruolo di residenza aristocratica. Ai lavori sembra possibile sia intervenuto l'architetto di corte estense Giovan Battista Aleotti. Dalla seconda metà del XVIII secolo, con la morte di Carlo Filiberto II d'Este, passò al marchese Paolo Rango d'Aragona. Nel 1792, alla morte senza eredi del marchese, la struttura rientrò in possesso all'ente pubblico. Il restauro realizzato a partire dal 1977, su progetto di Mauro Severi, ha dato alla rocca una funzione di polo culturale e museale e da allora ospita la biblioteca civica, il museo legato all'agricoltura, una pinacoteca e l'archivio di Henghel Gualdi.

## Descrizione

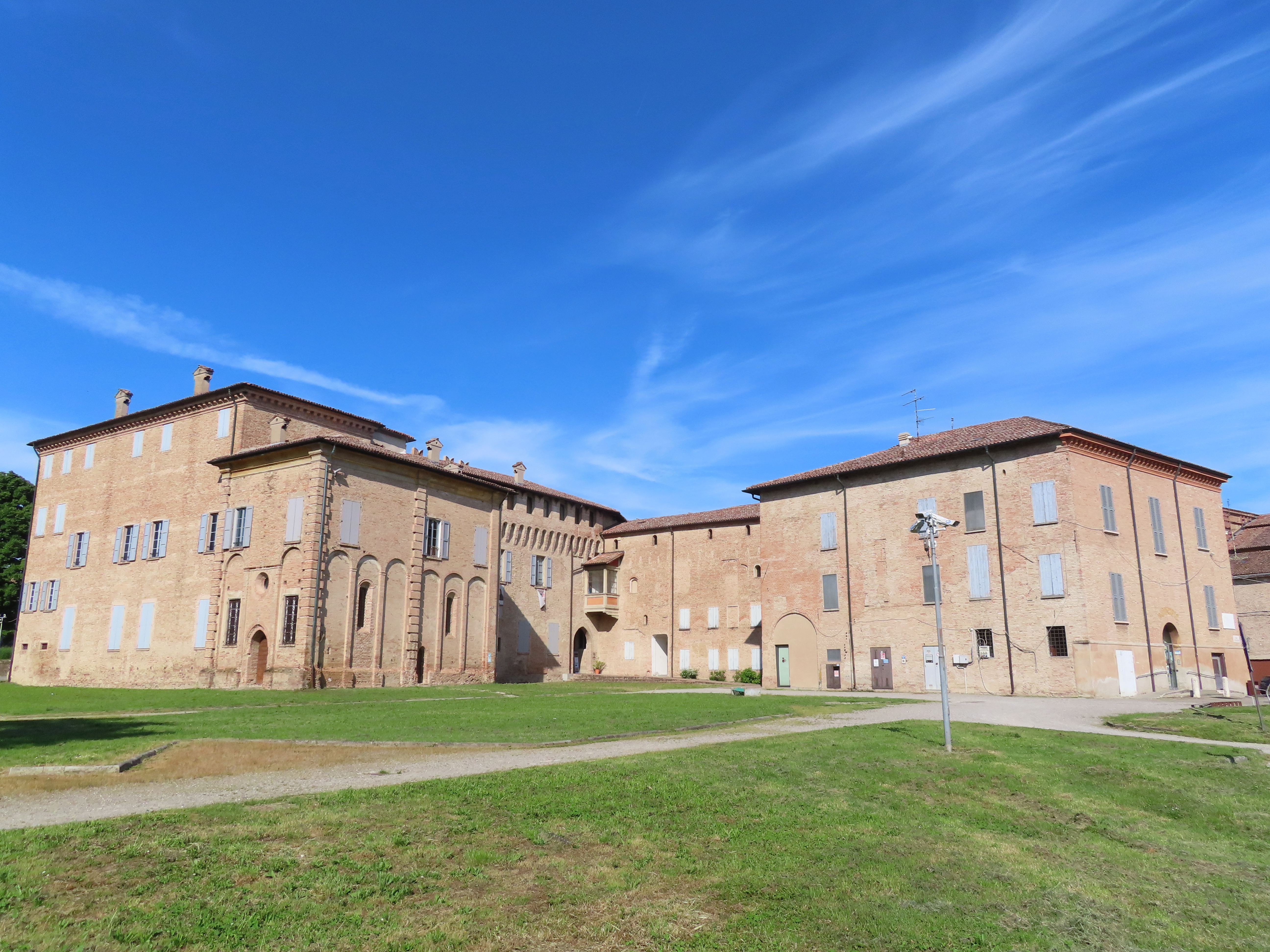
Lati sud e ovest

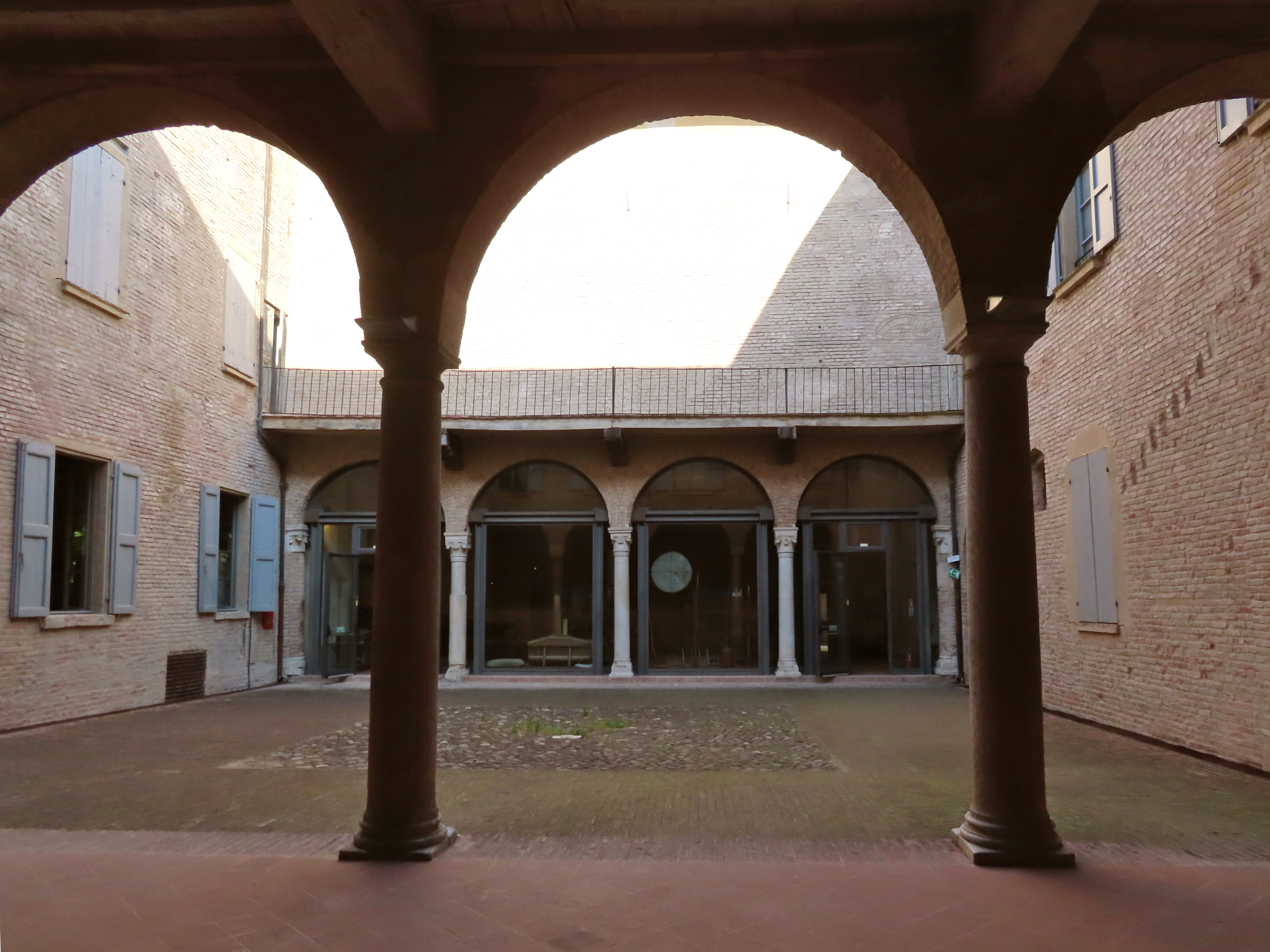
Cortile d'onore

La Rocca si trova nel centro dell'abitato di San Martino in Rio. La struttura maggiormente significativa a testimonianza del suo originale ruolo difensivo è la grande torre angolare quadrata con tipica merlatura ghibellina e muratura in mattoni. Il cortile interno ha pianta quadrangolare con un porticato di origini quattrocentesche con quattro arcate. A un'estremità del cortile si conserva la cappella di San Giovanni, edificata nel 1395. Al piano terra si trova il museo e le stanze sono caratterizzate da soffitti in legno risalenti ai secoli XV e XVII. Al primo piano le sale sono utilizzate come biblioteca e per eventi culturali.

### Museo dell'agricoltura
Il museo occupa le sale al piano terra, nella zona a est. I soffitti conservano in parte gli affreschi che descrivono le imprese della famiglia degli Este. Nella Sala Verde vi sono oggetti legati alla famiglia degli Erri.

### Cappella di San Giovanni
Edificata nel 1395, mantiene l'antico portale, l'abside e l'altare storico marmoreo con stemma della famiglia Roberti da Tripoli.

### Sala del Teatro

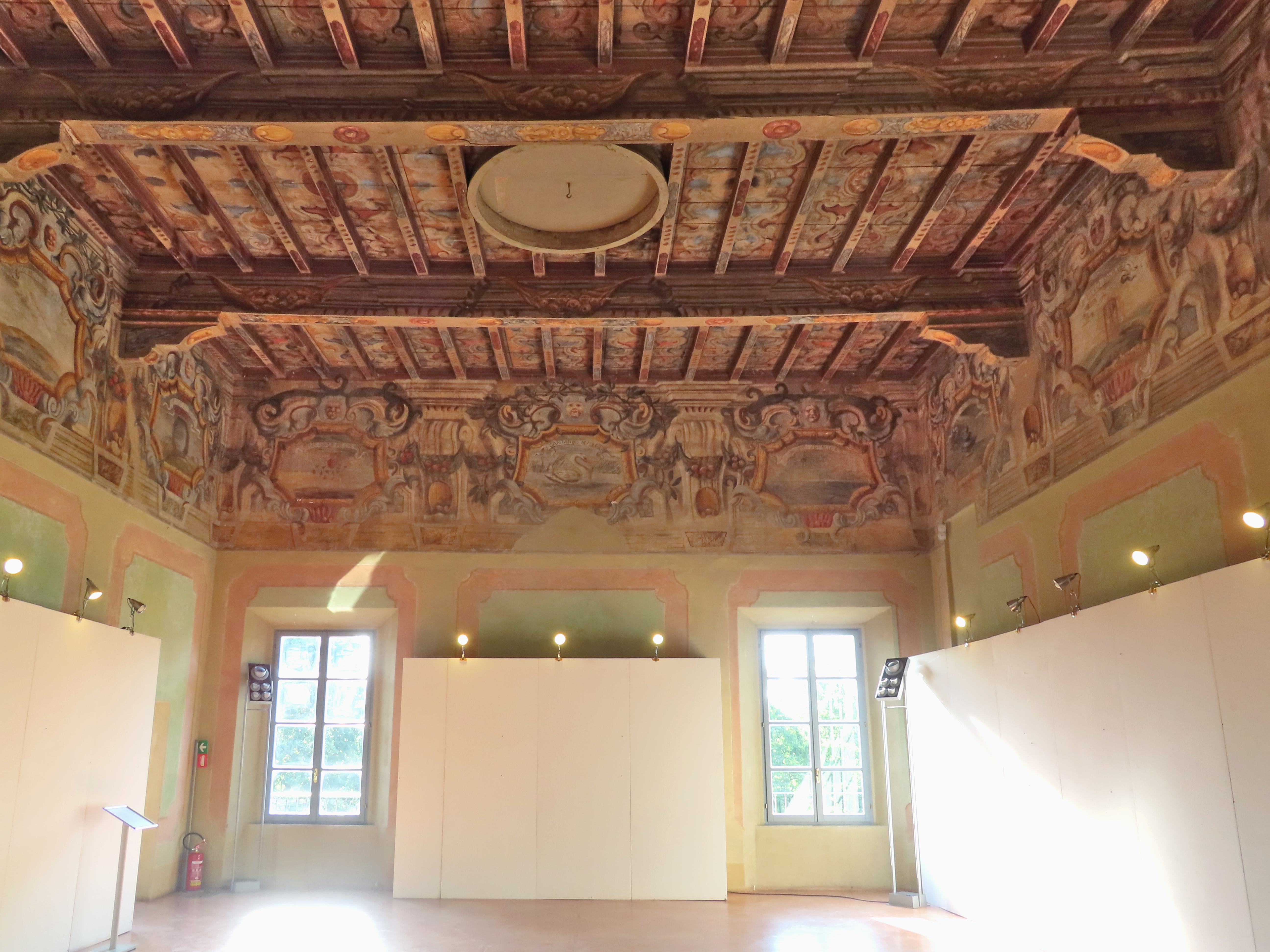
Sala del Teatro

In origine aveva un altro uso ma nel periodo a cavallo tra XIX e XX secolo venne utilizzata per spettacoli tealtrali. Anche questa sala conserva affreschi che descrivono imprese e virtù degli Estensi.

### Sala dell'Unicorno

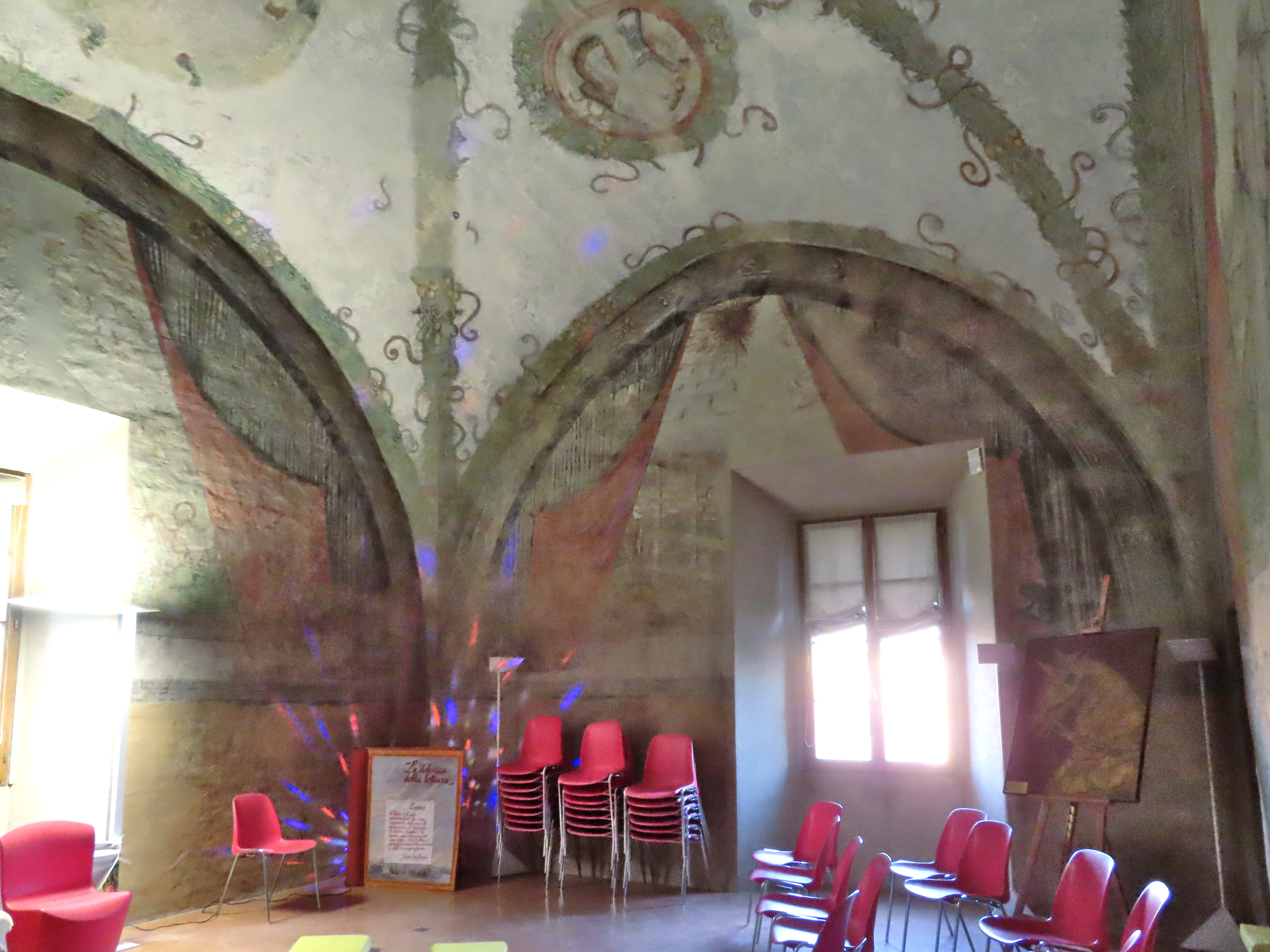
Sala dell'Unicorno

Si trova nella torre, e le decorazioni che la arricchiscono si devono alla volontà di Borso d'Este. Tra queste il mitico unicorno.

### Altri ambienti
Vi sono saloni decorati da diversi artisti e che testimoniano la presenza nel palazzo dei vari signori che vi sono succeduti. Alcuni spazi sono stati utilizzati come studi o anticamere, quindi sono di dimensioni relativamente modeste. Uno di questi è stato utilizzato sino alla fine della seconda guerra mondiale come sala d'attesa dell'ufficio del podestà. Risulta interessante la raffigurazione, dovuta ad artista locale, della trasvoltata di Italo Balbo.